# Wildness
Wildness ist das siebte Studioalbum der britischen Rockband Snow Patrol. Das Album wurde am 25. Mai 2018 veröffentlicht. Hierbei handelt es sich um das erste Studioalbum seit sieben Jahren, nachdem man sich dazu entschieden hatte, eine längere Auszeit zu nehmen, um an eigenen Projekten zu arbeiten.

## Hintergrund
Nach der Fallen-Empires-Tour im Jahr 2012, gab die Band 2013 bekannt, dass sie sich eine Auszeit nehmen werde. So arbeitete Lightbody an der Veröffentlichung eines neuen Albums seiner Supergroup Tired Pony, während McDaid u. a. als Songwriter für Ed-Sheeran-Lieder wie Shape of You und Galway Girl sowie für das Lied What About Us der US-amerikanischen Sängerin P!nk tätig war. Über den Namen des Albums sagte Lightbody gegenüber NME: 

„Es gibt viele Arten der Wildheit, ich hingegen denke, dass man diese auf zwei spezialisieren kann: Die Wildheit des modernen Zeitalters mit seiner Verwirrung, Unlogik und Entfremdung. Die andere ist die altertümliche Wildheit, etwas ursprüngliches, lebendiges und wunderbares, dass unsere Leidenschaft, unsere Liebe, unsere Kommunikation mit der Natur und untereinander anspricht. Letzteres ist die Art von Wildheit unseres neuen Albums.“

Darüber hinaus solle das Album sehr persönlich werden. Lightbody verarbeitet in den Liedern auch die Demenz seines Vaters, worüber er Folgendes erzählte:

„Ich glaube, dass es unser erstes Album ist, bei dem ich nicht einfach eine Reihe von Fragen gestellt habe. Dieses Mal wollte ich es nicht dabei belassen, sondern wirklich herausfinden, weshalb ich so unglücklich war, weshalb ich mich so fehl am Platz fühlte, und woher diese ganzen Ängste kamen. Es gibt dieses Mal auch kein Schutzschild mehr: Ausnahmslos alles steckt drin in diesem Album. Ich will mich ja auch an alles erinnern.“

## Titelliste

### Standard-Version
| Nr.          | Titel                                      | Länge |
| ------------ | ------------------------------------------ | ----- |
| 1.           | Life on Earth                              | 5:22  |
| 2.           | Don’t Give In                              | 3:59  |
| 3.           | Heal Me                                    | 4:01  |
| 4.           | Empress                                    | 4:29  |
| 5.           | A Dark Switch                              | 4:18  |
| 6.           | What If This Is All The Love You Ever Get? | 3:49  |
| 7.           | A Youth Written In Fire                    | 4:08  |
| 8.           | Soon                                       | 4:20  |
| 9.           | Wild Horses                                | 4:38  |
| 10.          | Life And Death                             | 5:32  |
| Gesamtlänge: | Gesamtlänge:                               | 44:41 |

### Deluxe-Version
| Nr.          | Titel                                                          | Länge |
| ------------ | -------------------------------------------------------------- | ----- |
| 11.          | Life on Earth (Alternate Version)                              | 4:41  |
| 12.          | Don’t Give In (Alternate Version)                              | 3:37  |
| 13.          | Heal Me (Alternate Version)                                    | 4:33  |
| 14.          | What If This Is All The Love You Ever Get? (Alternate Version) | 4:16  |
| 15.          | Soon (Alternate Version)                                       | 3:32  |
| Gesamtlänge: | Gesamtlänge:                                                   | 65:25 |

## Rezeption
Die Rezensionen zum Album waren meist mäßig bis gut.

„"Wildness" gibt nach langer Pause einen Einblick in eine geschundene Komponistenseele, die sich nach Befreiung sehnt. […] Doch perfektioniertes Handwerk allein reicht offenbar nicht aus, um einen eindrucksvollen oder gar eindringlichen Neuanfang zu schaffen. So zeigt "Wildness" nur einen zaghaften Versuch, sich davon zu befreien und eventuell einen neuen Ansatz im Musikmachen zu finden. Zum Teil gelingt das, vielen Songs wie dem hier motivgebenden "Heal Me" merkt man die frische Energie an. Dennoch: Insgesamt klingt das Album nicht "wild", sondern eher nach angezogener Handbremse. Oder, um das Album-Cover zu interpretieren, die Musik taumelt wie ein Astronaut, der zwischen Tauben herumfliegt anstatt frei zu schweben. […] Zu bedacht wirken die Songs, die einfach auf Nummer sicher gehen.“

„[…] All das verarbeitet er auf dem siebten Album seiner Band, das pure Selbsttherapie ist. […] Mal mit Durchhalteparolen wie „Don’t give in – don’t you dare quit so easy“, mal mit rührigen Einsichten wie „It shouldn’t be so fucking hard – it’s just life on earth.“ Texte, die wenig mit der Unbekümmertheit früherer Alben zu tun haben. Aber Snow Patrol schreiben auch keine Ohrwürmer mehr, sondern Sperriges am Klavier, an der Akustischen, mit dezenten Beats, Streichern und knarzigem Gesang. […] Als Inspiration, so Lightbody, habe das letzte Werk von Nick Cave gedient. Viel gebracht hat es nicht: WILDNESS klingt wie eine Jamsession von Radiohead mit Crosby, Stills & Nash. Mit Songs, die nur selten begeistern, und Titeln wie „Wild Horses“, die ein No-Go sind.“

„Wo auf »Wildness« die im Titel versprochene Wildheit liegen soll, bleibt das Geheimnis Snow Patrols. Wie bereits auf den beiden Vorgängern geht es weiter weg von den Gitarrenwänden des großen Durchbruchsalbums »Eyes Open« aus dem Jahr 2005, hin zu mehr Introspektion, Introvertiertheit, gefälliger Gefühligkeit. Beim Songwriting bewegen sich Snow Patrol weiter von ihren bisherigen Standard-Formeln weg: Sie muten ihren Fans weniger Poppigkeit zu. Was die Umsetzung der Songideen angeht, hat sich die Band von den durchwachsenen Kritiken zum Vorgänger »Fallen Empires«, der mit seinen Indietronic-Sounds streckenweise einen »Achtung, Baby«-Touch hatte, nicht beirren lassen. […] Konsequent gehen Snow Patrol diesen Weg weiter: Die Synthies zirpen, pluckern und wummern, fügen sich jetzt aber besser und weniger aufdringlich in das fett produzierte Klangbild der größtenteils starken Songs ein. Nur bei wenigen Stücken hat man das Gefühl, dass der exzessive Einsatz von Studio-Technik und Sound-Effekten einen Mangel an musikalischer Substanz überdecken soll (»Soon«). Weniger Gitarren, mehr Bombast: So weit wie auf »Wildness« haben sich Snow Patrol noch nie von ihrem bisherigen Sound entfernt. Damit haben sie vielleicht nicht ihr bestes, aber zumindest vielseitigstes Album geschaffen.“